# 塞繆爾角

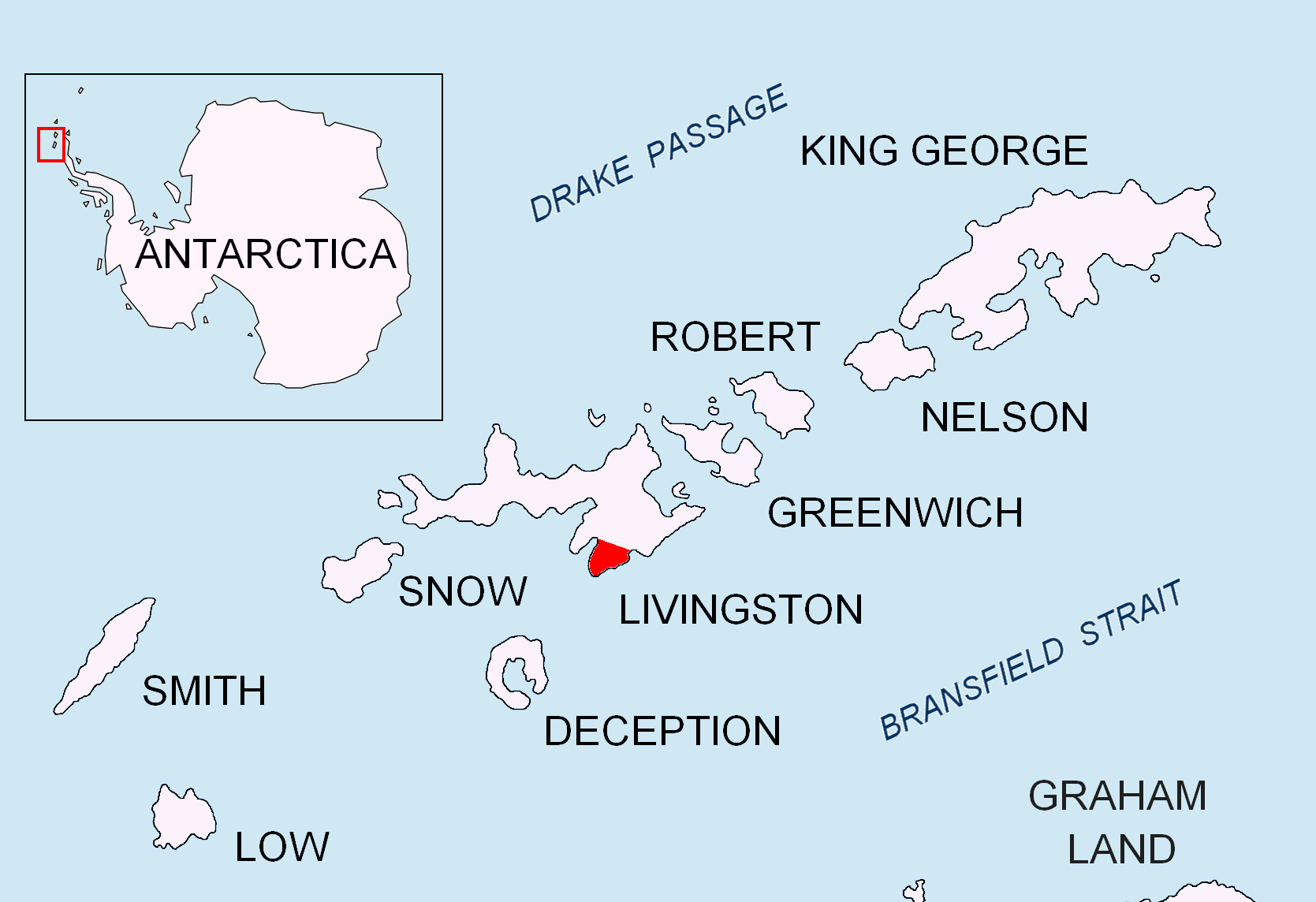

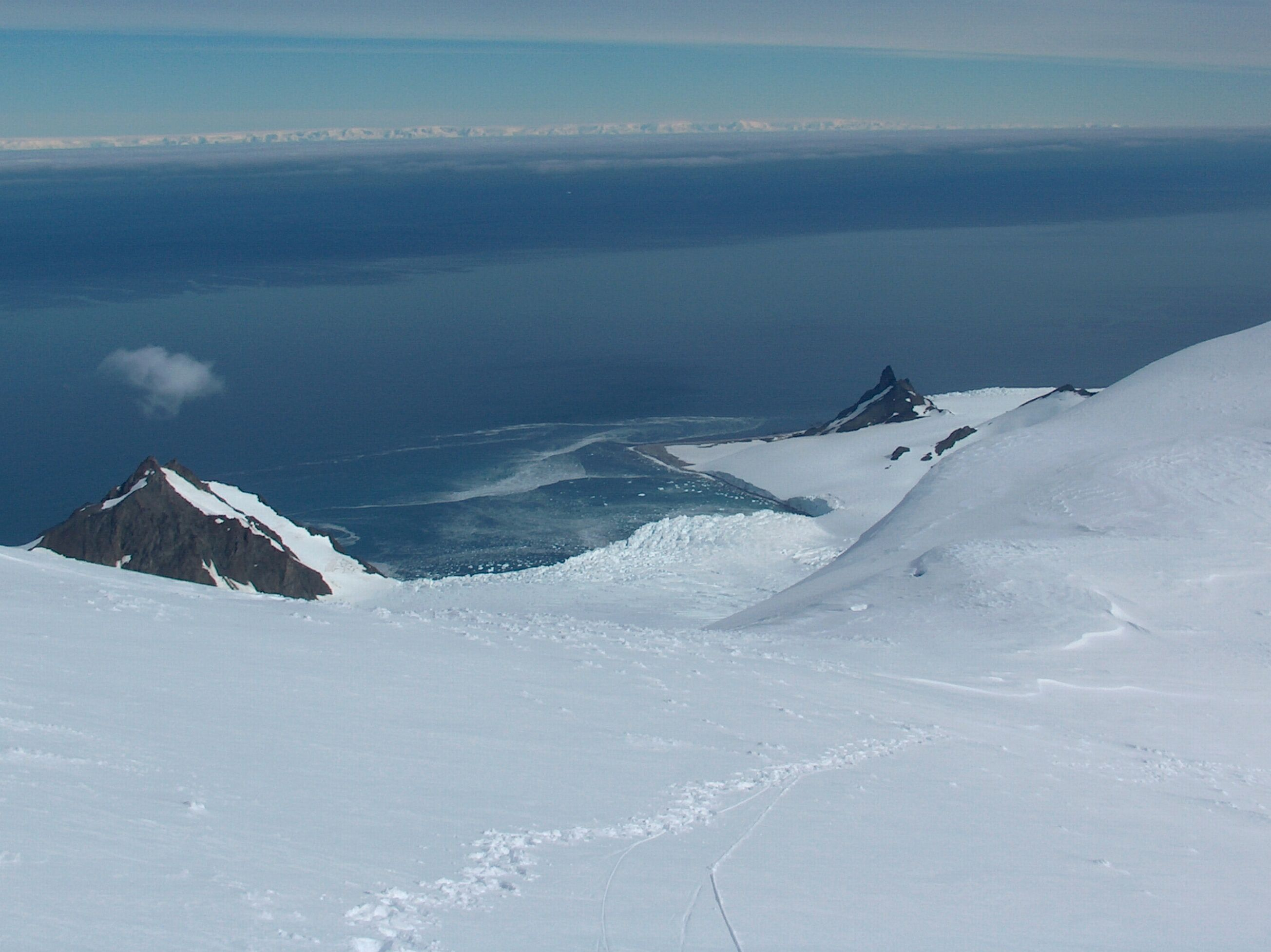

塞繆爾角是南極洲的海岬，位於南設得蘭群島的利文斯頓島的羅任半島東面，處於博特夫角東北面9.3公里和艾托斯角西南面5.55公里。

## 外部連結
- SCAR Composite Antarctic Gazetteer（页面存档备份，存于）.